# Pleš (okres Lučenec)
Pleš, do roku 1927 Piliš (maďarsky Pilis nebo Fülekpilis), je obec na Slovensku v okrese Lučenec. Leží v západní části Cerové vrchoviny na státní hranici s Maďarskem. V obci je římskokatolický kostel sv. Petra a Pavla, postavený v roce 1830 v klasicistním stylu.

## Historie
Na území obce byl objeven mohylový násep z mladší doby kamenné. Obec je poprvé písemně zmiňována v roce 1246 jako Pelys a jako první jej vlastnili Záchové, od roku 1319 Szécsényi. V roce 1397 byla v obci farnost. V letech 1554 až 1593 bylo místo pod tureckou okupací. V roce 1828 zde bylo 64 domů a 578 obyvatel zaměstnaných jako rolníci a chovatelé ovcí. Nacházel se zde velkostatek, který vlastnila rodina Töröků.  Do roku 1918 byla obec součástí Uherska. V letech 1938 až 1944 byla kvůli první vídeňské arbitráži součástí Maďarska. V roce 1952 byly z obce Pleš vyčleněny Lipovany. Při sčítání lidu v roce 2011 zde žilo 218 obyvatel, z toho 104 Slováků, 83 Maďarů a 25 Romů. Jeden obyvatel uvedl jinou etnickou příslušnost a pět obyvatel svou etnickou příslušnost neuvedlo.

## Galerie

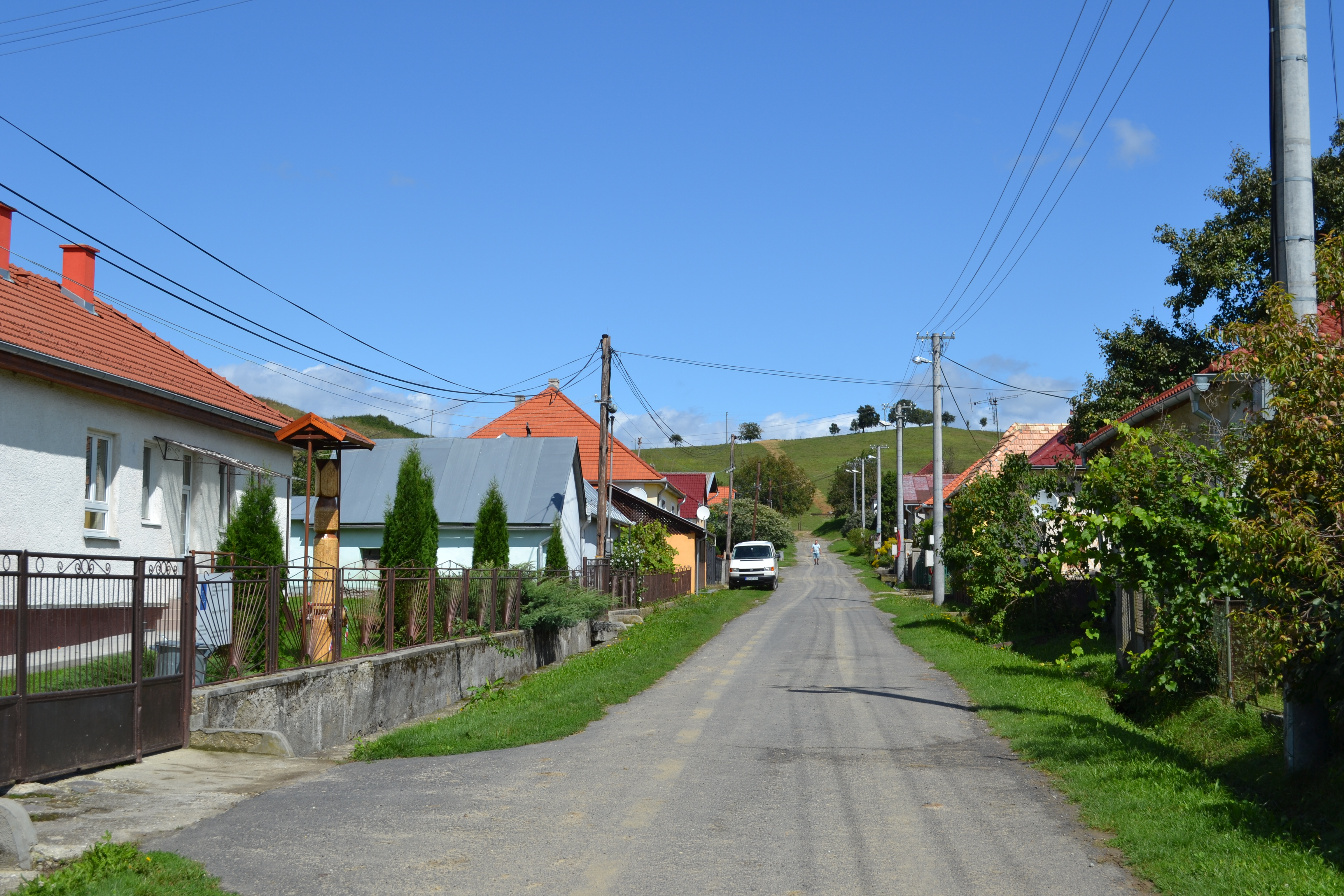
Ulice v obci
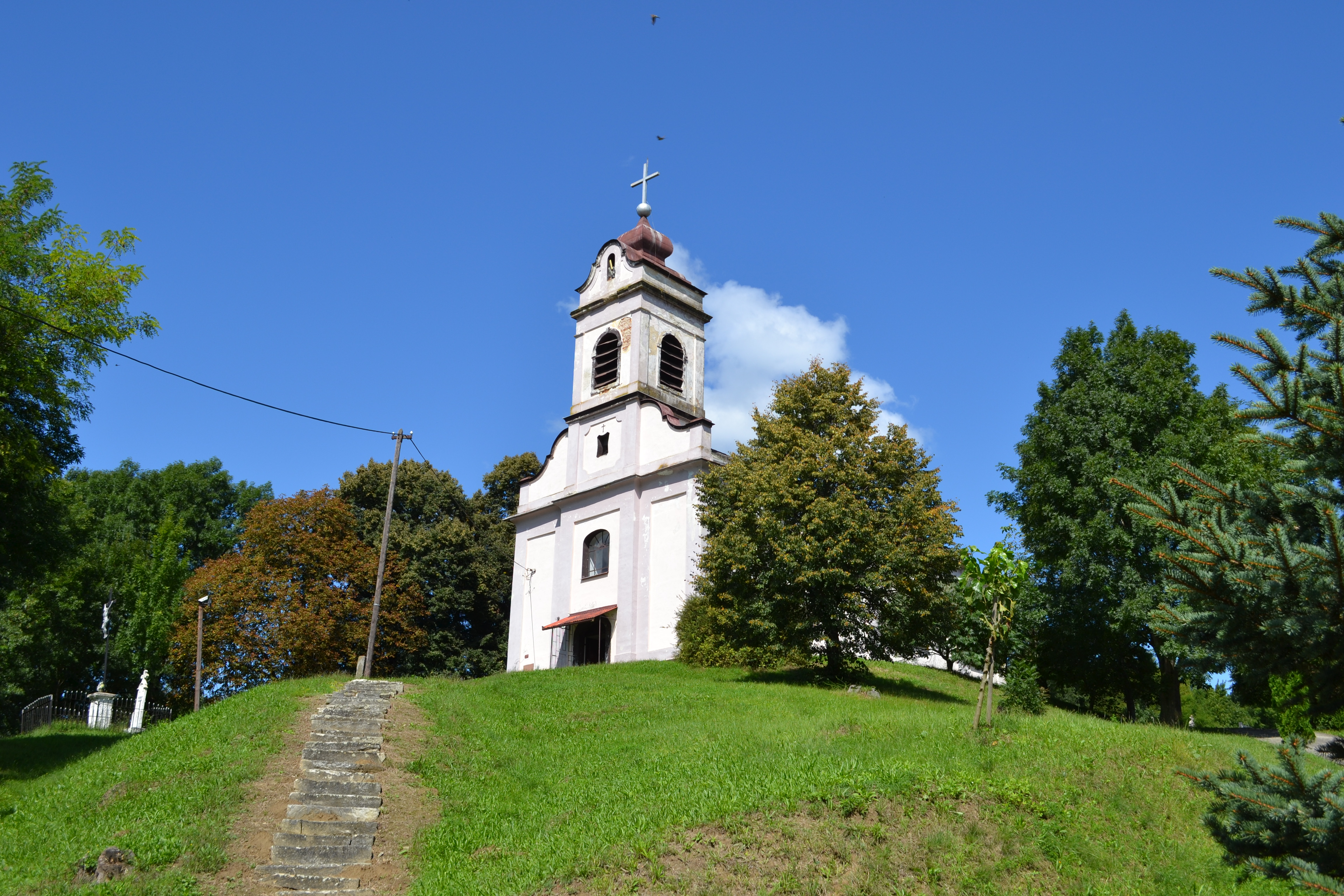
Kostel sv. Petra a Pavla
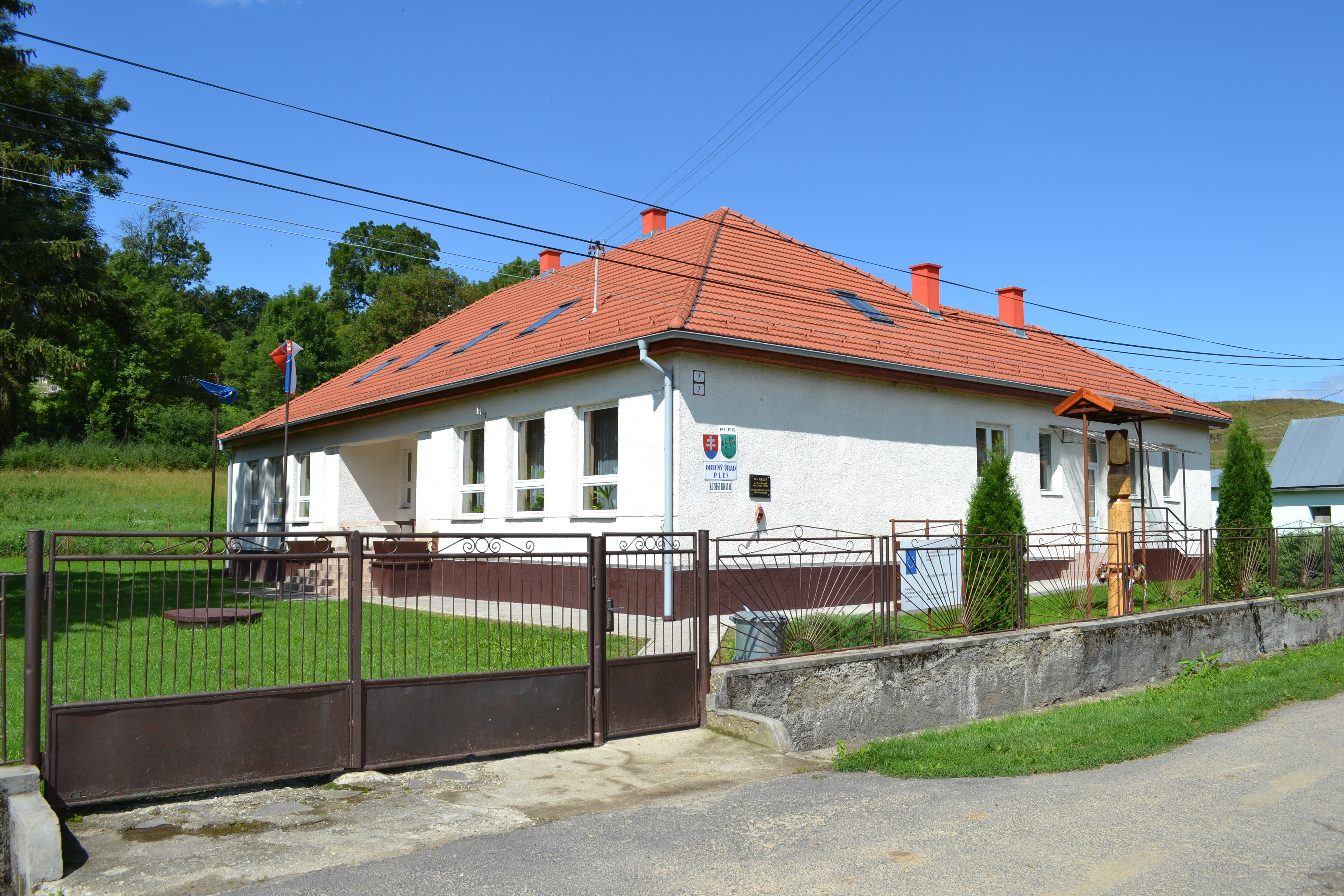
Obecní úřad
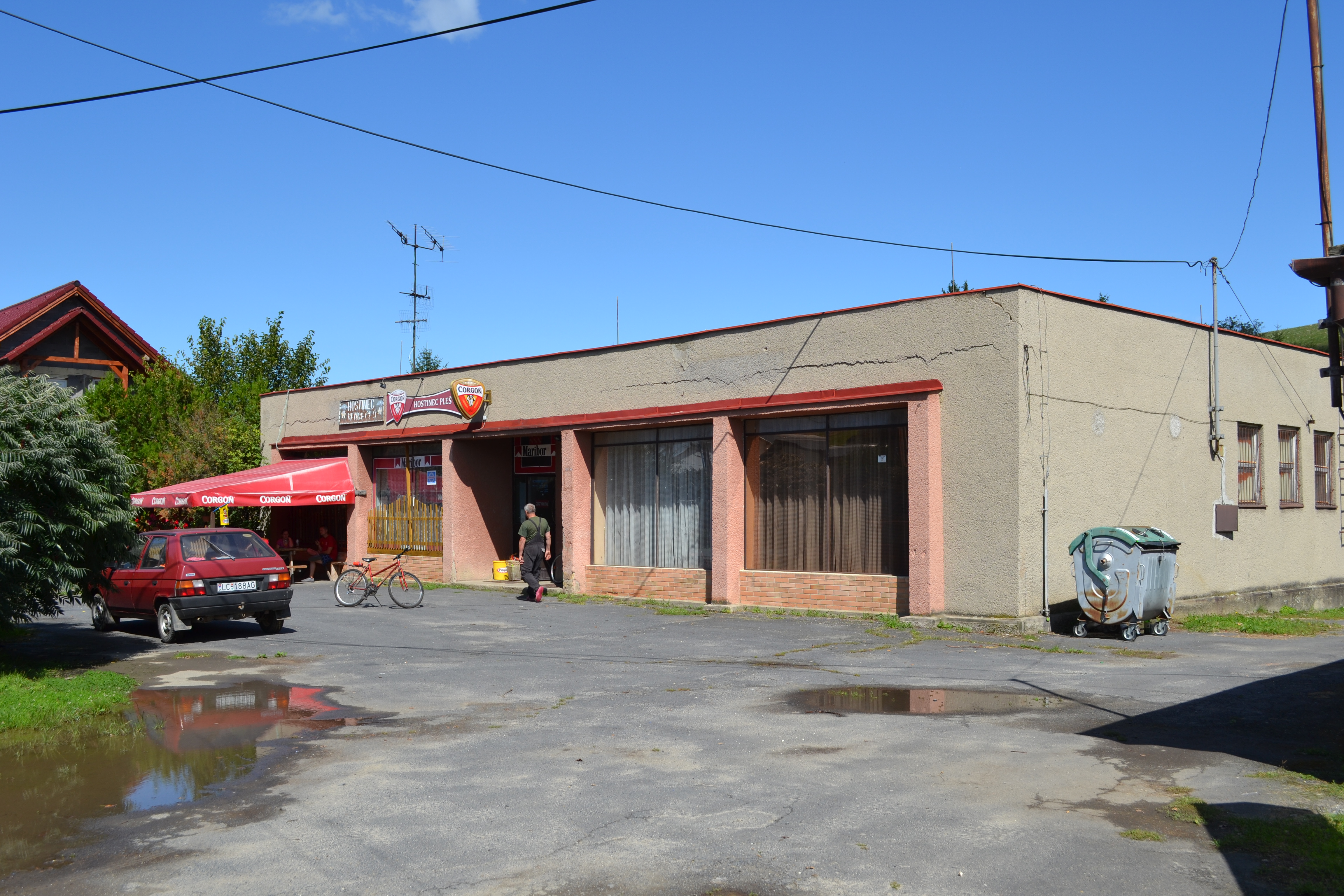
Pohostinství